# Renée Vervoorn
Renée Vervoorn (Amsterdam, 19 december 1975) is een Nederlands presentatrice.
Vervoorn begon op de middelbare school (Casimir Lyceum Amstelveen) te werken als model. Ze zat in de meidengroep Princess en werkte als presentatrice bij Veronica Call TV. Van 2000 tot 2003 werkte ze als vj bij TMF Nederland. Daarna presenteerde ze het programma Tabloid bij SBS6 en Wannahaves bij RTL 5. In 2008 schreef ze samen met Hermelijn van der Meijden de roman Liefdesles over haar huwelijk met een oplichter. Ze was van 2002 tot en met 2004 getrouwd met Francis Z., met wie ze een dochter heeft. Tussen 2014 en 2024 was ze getrouwd met danser Guy van der Reijden, met wie ze ook een dochter heeft.